# Bitva u Záblatí
Bitva u Záblatí (nedaleko Českých Budějovic, mezi Vodňany a Hlubokou), která se konala dne 10. června 1619, byla jedna z prvních bitev české fáze třicetileté války; jednalo se o přelomovou bitvu války, protože byla jedna z prvních, ve které stavové prohráli. V této bitvě byla vlákána armáda pod vedením generála Petra Arnošta Mansfelda, i přesto, že je označován za nejtalentovanějšího vojevůdce ve službách českých stavů, do léčky a byla poražena. Habsburská armáda pod vedením maršála Karla Bonaventury Buquoye (dále Albrecht z Valdštejna, Henri Duval Dampierre) byla přibližně stejně početná jako Mansfeldova.

## Průběh
Mansfeld před bitvou ležel v Záblatí a čekal na příjezd tří kompanií hraběte ze Solmsu. Jeho chování reflektovalo jistou bezstarostnost po dobyté Plzni, což mělo mít neblahý vliv na jeho armádu. Mezitím se Buquoy nechal za pomocí místních obyvatel dovést k nedalekým Netolicím, které oblehl a zapálil. Mansfeld táhl na pomoc Netolicím, ale vzápětí se vrátil. Toto tažení způsobilo rozdrobení na několik menších oddílů.

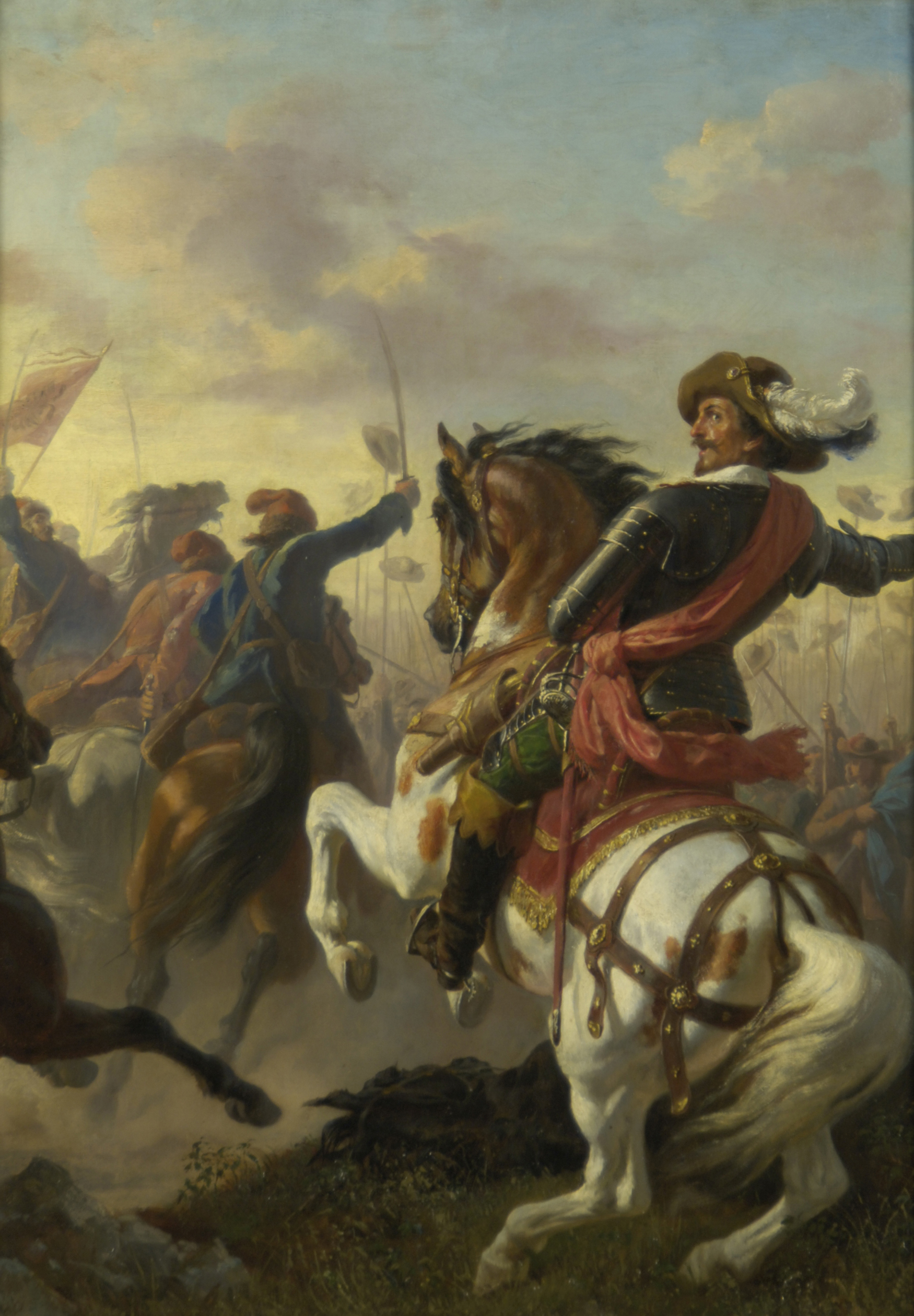
Karel Bonaventura Buquoy během bitvy

Mansfeld začal Záblatí opevňovat a jeho armáda zůstala rozdrobená. Buquoy se mezitím připravoval na útok, ale nespěchal. Hlavní útok císařských vojsk byl veden valonskými kyrysníky Albrechta z Valdštejna (pluku pravděpodobně velel podplukovník Pierre de la Motte; osobní účast Albrechta z Valdštejna zůstává sporná). V rozhodující chvíli se Mansfeldovi nepodařilo udržet morálku ve své jízdě, která se snažila utéci z hořící vesnice. Oheň, dým a letní vedra způsobila problémovou orientaci, proto se stávalo, že rozdělená protestantská armáda útočila do vlastních řad. Aby byl zmatek dokonalý, nechal jeden z katolických důstojníků Johann Merode zapálit muniční sklady ve vesnici. Mansfeld čekal na posily pod velením Jiřího Fridricha hraběte z Hohenlohe; těch se však nedočkal.
Sám Mansfeld se během bitvy s tímto španělským důstojníkem setkal, ale ani jeden z nich nepoznal toho druhého a jak říkají dobové zápisy později Meréd „zkřikl tuze na mušketýry, aby po tom z kurvy synu čacký oheň dávali. Což však hraběti málo ublížilo, kromě, že dva rejtary okolo sebe postřelené tu v štychu nechat musil.“
Poměrně velká část Mansfeldovy pěchoty se opevnila vně vsi v zahradě a vyčkávala, proto na ni Dampierre provedl útok, ale byl odražen. Buquoy se rozhodl k pasivní taktice a oblehl tyto jednotky. Než přišla noc nad bojiště jednotky, proti rozkazu velitelů vyslaly obležené jednotky parlamentáře ke katolíkům a vzdaly se. Byla jim zaručena bezpečnost a možnost vykoupit se za měsíční žold. Mansfeld odjel do Týna nad Vltavou, kam dorazil v doprovodu pouhých 15 jezdců.
Habsburské vojsko mělo mnohonásobnou přesilu: asi 3 000 jezdců a dva pěší pluky (asi 2 000 vojáků).
Na straně poražených padlo v bitvě asi 150 jezdců a 200 pěších; o ztrátách na straně vítězného habsburského vojska pod velením Buquoye nejsou údaje.

## Následky
Ti, kteří v bitvě na straně českých stavů nepadli, změnili stranu a byli najati do habsburské armády, což způsobilo naprostý kolaps Mansfeldovy armády, najaté z peněz stavů a Karla Emanuela Savojského; Mansfeldova pověst byla výrazně pošramocena. Jindřich Matyáš Thurn, který zrovna obléhal Vídeň, se musel mimo jiné i kvůli této bitvě vrátit s nepořízenou. Jiří Fridrich Hohenlohe, který obléhal České Budějovice, se musel také stáhnout. Některé historické studie dokonce tvrdí, že za pád Mansfelda mohl právě Hohenlohe, který ačkoliv se nacházel nedaleko, mu nepomohl.
Sám Mansfeld nejenže v bitvě nebyl vážněji zraněn, ale dokonce nebyl nijak hnán k odpovědnosti za svůj neúspěch; naopak, dostal peníze na verbování a sestavil novou armádu čítající 4 000 mužů.